# Vente par le créancier
En droit des sûretés québécois, la vente par le créancier est l'un des modes d'exercice des droits hypothécaires. Il est décrit aux articles 2784 à 2790 du Code civil du Québec. Il est à distinguer de la prise en paiement, de la vente sous contrôle de justice et de la prise en possession à des fins d'administration.
La vente par le créancier n'est pas contrôlée par les tribunaux. Elle s'exerce sous deux conditions (art. 2784 c.c.Q.) : l'envoi d’un préavis et le délaissement volontaire ou forcé. Le créancier peut exerce ses droits simultanément ou successivement. D'après l'art. 2787 c.c.Q., le créancier peut vendre par appel d'offres sur invitation ou par appel public, en se conformant au principe du prix commercialement raisonnable. 
L'art. 2785 c.c.Q. énonce que le créancier doit vendre à un prix à un prix commercialement raisonnable,  sans retard inutile et dans le meilleur intérêt de celui contre qui le droit hypothécaire est exercé. L'article 761 du Code de procédure civile du Québec définit le prix commercialement raisonnable comme étant près de la valeur marchande du bien.
L'art. 2789 C.c.Q. affirme que dans la vente par le créancier, le créancier doit imputer les priorités avant sa créance. 
L'art. 2790 C.c.Q. énonce les conséquences de la vente par le créancier : extinction des hypothèques et priorités antérieures, extinction des créances personnelles des créanciers antérieurs si le prix de vente suffit à les payer, survie des hypothèques subséquentes, survie des créances personnelles des créanciers subséquents. Si le prix de vente est supérieur à la valeur des créances, les créanciers subséquents peuvent faire valoir leurs droits